# Barbara Cartland
Mary Barbara Hamilton Cartland, ps. Barbara Cartland (ur. 9 lipca 1901 w Birmingham, zm. 21 maja 2000 w Hatfield) – brytyjska powieściopisarka, znana z pisania licznych romansów i powieści miłosnych. Napisała 723 książki, w tym 5 biografii.

## Życiorys
Była jedyną córką brytyjskiego oficera, majora Bertrama Cartlanda, który zginął podczas I wojny światowej we Flandrii. Ukończyła college dla dziewcząt w Malvern, po którym rozpoczęła pracę reporterki zajmującej się sprawami społecznymi i pisarki powieści miłosnych.
Z początku prowadziła kolumnę plotek w Daily Express. W 1923 roku opublikowała pierwszą powieść Jigsaw, która stała się bestsellerem. W jej powieściach ukształtował się specyficzny styl, konstrukcja akcji, osadzenie w realiach historycznych.
Mimo schematycznej akcji, jej późniejsze powieści cieszyły się powodzeniem. W 1983 roku jej nazwisko umieszczono w księdze Guinnessa. W połowie lat 90. sprzedała swą miliardową książkę.
Zgodnie ze wspomnieniem pośmiertnym opublikowanym w The Daily Telegraph Cartland zerwała swe pierwsze zaręczyny po poznaniu szczegółów stosunku płciowego i doznała szoku. Ostatecznie wyszła za mąż w 1932 roku za oficera Alexandra George’a McCorquodale’a. Jej córka, Raine Spencer, była w późniejszym czasie macochą księżnej Diany. Po rozwodzie w 1936 roku wyszła za Hugh McCorquodale, z którym miała dwóch synów.
Zmarła w nocy 21 maja 2000 roku.

## Wybrane powieści
- Anglik w Paryżu
- Anioł w piekle
- Berlińska przygoda
- Biały bez
- Bogini miłości
- Chwile miłości
- Córka bankruta
- Córka pirata
- Cud w Meksyku
- Cygański urok
- Czar miłości
- Czarowne zaklęcie
- Czarownica
- Dar niebios
- Diabelska intryga
- Diablica
- Diamentowa gwiazda
- Diana. Umarła, bo nie mogła żyć bez miłości
- Diona i dalmatyńczyk
- Dotknąć nieba
- Droga ku szczęściu
- Drogowskaz ku miłości
- Drzewo miłości
- Duch cyrku
- Duch w Monte Carlo
- Dumna księżniczka
- Dynastia miłości
- Dziewczyna ze snu
- Eksplozja miłości
- Forella
- Gdy całuje nieznajomy
- Głos serca
- Gołębie miłości
- Grecki książę
- Gwiazdka z nieba
- Hazard i dwa serca
- Hinduska bogini
- Idealna miłość
- Jadąc w stronę nieba
- Jej jedyna miłość
- Klarysa
- Klątwa klanu
- Klejnot miłości
- Kłamstwa dla miłości
- Kobiety też mają serca
- Kochankowie w raju
- Korona miłości
- Król miłości
- Książę i pokojówka
- Księżyc zakochanych
- Księżycowy promyk
- Kuszenie Torilli
- Kwiaty dla boga miłości
- Lord i aktoreczka
- Lorna
- Lot miłości
- Lucyfer i anioł
- Lwica i lilia
- Madonna wśród lilii
- Magia miłości
- Magia Paryża
- Magia Paryża. Dynastia miłości
- Magiczna chwila
- Małżeństwo z przymusu
- Małżeństwo z rozsądku
- Maska miłości
- Miłość czy fałsz
- Miłość i pocałunki
- Miłość jest grą
- Miłość jest kluczem
- Miłość łączy rody
- Miłość na sprzedaż
- Miłość od pierwszego wejrzenia
- Miłość silniejsza niż szatan
- Miłość w hotelu Ritz
- Miłość w krainie Thagów
- Miłość w Pirenejach
- Misja do Monte Carlo
- Młyn miłości
- Morze miłości
- Na całą wieczność
- Najważniejsza jest miłość
- Namiętność i kwiat
- Nareszcie bezpieczna
- Narzeczona gubernatora
- Naszyjnik z pocałunków
- Natasza
- Nauczycielka z wyboru
- Na całą wieczność
- Niebezpieczna gra
- Niebezpieczny dandys
- Niechętna żona
- Niegrzeczny aniołek
- Nieodparty urok
- Nieustraszeni
- Nieustraszony Lampart
- Niewinna kurtyzana
- Niewinne zło
- Niewolnicy miłości
- Niezwykła misja
- Niezwykła żona
- Niezwykły miodowy miesiąc
- Nie śmiejcie się z miłości
- Nie wyrzekaj się miłości
- Nie zapomnisz o miłości
- Ognista krew
- O markizie, który nienawidził kobiet
- Pachnący kwiat
- Petrina
- Pieśń miłości
- Płomienna miłość
- Pocałuj światło księżyca
- Podróż poślubna
- Podróż po gwiazdę
- Pojedynek z przeznaczeniem
- Pokusa miłości
- Policz gwiazdy
- Polowanie na męża
- Portret miłości
- Poryw uczuć
- Poskromienie lady Lorindy
- Poskromienie tygrysicy
- Pośród szpiegów
- Powrót syna marnotrawnego
- Pragnienie miłości
- Prawa miłości
- Prześladowana księżniczka
- Przygoda berlińska
- Przygoda w Rosji
- Pułapka miłości
- Pustynne namiętności
- Raj odnaleziony
- Ramy snów
- Rapsodia miłości
- Rytmy miłości
- Rzeka miłości
- Sama w Paryżu
- Sanktuarium miłości
- Sekrety serca
- Siostrzana miłość
- Skarby klanu
- Skradzione serce
- Skrzydlata magia
- Słodycz zemsty
- Słońce wzejdzie jutro
- Spełnione marzenia
- Spotkamy się w San Francisco
- Spragniona miłości
- Srebrna klinga
- Stracony uśmiech
- Strzała amora
- Szarada
- Szczęście w miłości
- Światło bogów
- Świat miłości
- Święte szafiry
- Tajemnica Anuszki
- Tajemnica doliny
- Tajemnica meczetu
- Tajemnicza przystań
- Tajemniczy markiz
- Taniec na krańcach tęczy
- Taniec serc
- Teatr miłości
- To tylko sen
- Tylko miłość
- Uboga guwernantka
- Ucieczka
- Ucieczka do raju
- Ucieczka od miłości
- Uciekinierka
- Udręczona
- Ukryci w miłości
- Urocza oszustka
- Uśmiech losu
- Wezwanie z północy
- Węgierska tancerka
- Wichry miłości
- Wieczór radości
- Wszechmocna miłość
- Wybierz miłość
- Wygrywa miłość
- Wyjątkowa miłość
- Wyklęta córka
- Wyspa Miłości
- Wyścig do miłości
- W objęciach miłości
- W płomieniach miłości
- W ramionach księcia
- W szponach miłości
- W ukryciu
- Zagadka miłości
- Zaginiona księżna
- Zagrożone dziedzictwo
- Zakochany hrabia
- Zamek strachu
- Zamek stworzony dla miłości
- Zapach róż. Spełnione życzenie
- Zapalczywa księżniczka
- Zauroczenie
- Zbuntowana księżniczka
- Zdążyć z miłością
- Zemsta lorda
- Zew miłości
- Zew serca
- Złączeni w niebie
- Zły książę
- Znudzony pan młody
- Z piekła do nieba
- Zwycięstwo Markiza
- Zwyciężona przez miłość
- Życiowa rola